# L'obertura dels pous
L'obertura dels pous (en txec: Otvírání studánek; en anglès: The Opening of the Wells, també coneguda com The Opening of the Springs), H. 354 (1955), és una cantata de cambra del compositor txec Bohuslav Martinů.
Va ser compost entre juny i juliol de 1955 a Niça sobre el text del poeta txec Miroslav Bureš. Va ser escrit per cor femení, soprano, contralt i solos de baríton, recitador, dos violins, viola i piano. La composició va ser dedicada a Miroslav Bureš i a la Regió de Vysočina. La composició forma part del cicle de quatre cantates (The Opening of the Wells, Legend of the Smoke from Potato Fires, The Romance of the Dandelions, Mikeš of the Mountains); tots estan connectats amb Horácko, la part més occidental de Moràvia, la regió nativa de Martinů.
La cantata tracta els costums al voltant de donar la benvinguda a la primavera. El baríton canta com un pelegrí que retorna a la seva terra nativa.

## Enregistraments
- Opening of the Wells, Legend of the Smoke from Potato Fires, Mikeš of the Mountains. CD. Supraphon 110767-2231.